# Milton L. Humason
Milton Lasell Humason (n. 19 august 1891, Dodge Center⁠(d), Minnesota, SUA – d. 18 iunie 1972, Mendocino⁠(d), Mendocino County⁠(d), California, SUA) a fost un astronom american. El a fost născut în Dodge Center⁠(d), Minnesota.

## Biografie
A abandonat școala și nu avea nici o educație formală după vârsta de 14 ani. Pentru că iubea munții, și Mount Wilson în special, el a devenit un "cărăuș", luând materiale și echipament până sus în munte când se construia Observatorul Mount Wilson. În 1917, după un scurt stagiu la o fermă în La Verne, el a devenit un om de serviciu la observator. Din pur interes, s-a oferit voluntar pentru a fi un asistent de noapte la observator. Abilitatea sa tehnică și maniera liniștită l-au făcut un favorit la observator. Recunoscând talentul său, în 1919, George Ellery Hale⁠(d) l-a făcut membru al personalului de laMount Wilson. Acest lucru a fost fără precedent, deoarece Humason nu avea un doctorat, sau chiar o diplomă de liceu. În curând, el a dovedit că judecata lui Hale a fost corectă, făcând mai multe descoperiri observaționale cheie. El a devenit cunoscut ca un observator meticulos, obținând fotografii și spectrograme dificile ale unor galaxii slabe. Observațiile sale au jucat un rol major în dezvoltarea cosmologiei fizice, inclusiv asistarea lui Edwin Hubble în formularea legii lui Hubble. În 1950 a obținut un D. Sc. de la Universitatea din Lund. S-a pensionat în anul 1957.
El a descoperit Cometa Cometa Humason⁠(d) (Humason), caracterizată de o distanță de periheliu⁠(d) mare.
Din cauza simplei întâmplări, Humason a ratat descoperirea lui Pluto. Unsprezece ani înainte de Clyde Tombaugh, Humason a captat un set de patru fotografii în care apărea imaginea lui Pluto. Există o speculație persistentă că el a ratat descoperirea planetei pitice deoarece a căzut pe un defect din placa fotografică. Acest lucru este puțin probabil, totuși, având în vedere că aceasta apărea în patru fotografii separate de peste trei nopți diferite.
Mult din munca pe care Humason a efectuat-o a fost de fapt creditată lui Hubble, cei doi lucrând împreună timp de mulți ani.
El a murit în Mendocino⁠(d).

## În cultura populară
În documentarul popular Cosmos: o călătorie personală al astronomului Carl Sagan, viața și opera lui Humason sunt portretizate pe ecran în episodul 10: Marginea lui Totdeauna.

## Onoruri
- Craterul Humason⁠(d) pe Lună este numit după el, ca și "stelele Humason-Zwicky".[4]

## Legături externe
- Necrolog
- Biografie